# Cyanohypsa stefanellii
Cyanohypsa stefanellii är en fjärilsart som beskrevs av Eugenio Giacomelli 1911. Cyanohypsa stefanellii ingår i släktet Cyanohypsa och familjen björnspinnare. Inga underarter finns listade i Catalogue of Life.